# Selinum arenosum
Selinum arenosum är en flockblommig växtart som beskrevs av Heinrich Johann Nepomuk von Crantz och Dc. Selinum arenosum ingår i släktet krusfrön, och familjen flockblommiga växter. Inga underarter finns listade i Catalogue of Life.